# Карпинський Костянтин Тимофійович
Костянтин Тимофійович Карпинський (1867, село Клинці Дмітріївского повіту Курської губернії — 1947, село Дружиловичі Кобринського повіту Гродненської губернії), український історик-краєзнавець, бібліограф, археолог». Настоятель Георгіївської церкви села Рудка (1901–1908),

## Життєпис
Закінчив два класи духовної семінарії, працював учителем, потім висвячений на священика.
15 листопада 1904 обраний членом губернської вченої комісії
У 1908 він переїхав в село Дружиловичі Кобринського повіту Гродненської губернії, теж священиком.
1915 року, рятуючись від наступу німецьких військ, Карпинський з родиною евакуювався у місто Щигри Курської губернії, а через рік пішов служити військовим священиком 10-го окремого дивізіону важкої артилерії. Після громадянської війни повернувся в Дружиловичі, де кінця життя був настоятелем місцевої церкви. Ще в 1926 році його возвели у сан протоієрея.
У священика було два сина, один з яких народився у Рудці, і одна дочка. Його нащадки живуть у Сант-Петербурзі, вони приїздять у Дружиловичі на могили отця Карпинського і його дружини.

## Публікації
Основну увагу зосереджував на висвітленні історії церковного життя Чернігівщини. Є втором праць:
- розвідка «Из архива Георгиевской церкви села Рудки... Десятоначальство Рудчанское» // «Черниговские епархиальные известия», 1904
- «Георгиевская церковь села Рудки и Рудчанский приход». // «Черниговские епархиальные известия», 1905 (у дев’яти номерах)
- «Указатель статей по археологии, истории и этнографии в «Черниговских епархиальных известиях» за 1861-1905 годы», видрукований у «Трудах Черниговской губернской архивной комиссии»
- праця про Редьківську чудотворну ікону Божої Матері та її відому копію у Мохнатинській Покровській церкві // 1907 року у «Черниговских епархиальных известиях»
- «Краткий очерк истории Северской земли до 907 года».  // «Труды Черниговской губернской архивной комиссии»,  до 1000-ліття літописного Чернігова, що відзначалося у 1907 році
- книжечка про Святителя Феодосія Углицького, архієпископа Чернігівського.

Листувався з археологам Дмитром Самоквасовим — відомі два листи, один з яких написаних з Рудки.
Отець Костянтин ґрунтовно відстоював своє бачення найдавнішої історії Чернігівського краю. Зокрема, автор полемізує із професором Д. Самоквасовим щодо ототожнення літописного Сновська і сучасного Седнева, висловлюючи думку, що це місто, судячи з археологічних досліджень на території Седнева, давніше Чернігова, що саме у Сновську була перша резиденція сіверянських князів, перенесена потім до Чернігова.

## Пам'ять
На фасаді церкви в селі Рудка біля Чернігова урочисто відкрили меморіальну дошку з таким написом: «Карпинський Костянтин Тимофійович
У Дружиловичах зберігся будинок, де мешкав священник, є парк, який звуть його іменем.